# غاري ليونارد
غاري ليونارد (بالإنجليزية: Gary Leonard)‏ مواليد 16 فبراير 1967 في بلفيل، هو لاعب كرة سلة أمريكي معتزل. بدأ مسيرته الاحترافية في سنة 1989. تم اختياره من قبل فريق مينيسوتا تمبر ولفز خلال الدرافت. لعب مع فريق أتلانتا هوكس. يبلغ طوله 7 قدم 1 بوصة (2.2 م). اعتزل اللعب في 1992.

## روابط خارجية
- غاري ليونارد على موقع إن بي أي (الإنجليزية)
- غاري ليونارد على موقع سبورتس رفرنس (الإنجليزية)
- غاري ليونارد على موقع كلية كرة السلة في سبورتس رفرنس.كوم (الإنجليزية)
- غاري ليونارد على موقع ريلجم (الإنجليزية)
- غاري ليونارد على موقع بروبوليرز (الإنجليزية)